# Richard Pankhurst (historien)
Pour les articles homonymes, voir Pankhurst.
Cet article concerne l'historien. Pour l'avocat, voir Richard Pankhurst (avocat).
Richard Pankhurst, né le 3 décembre 1927 et mort le 16 février 2017 à Addis-Abeba, est un historien britannique, professeur à l’université d’Addis Abeba en Éthiopie, de 1962 à 1976.
Il est essentiellement connu pour ses travaux concernant l'histoire de l'Éthiopie.

## Biographie

### Famille
Richard Pankhurst naît à Londres en 1927, dans une famille anglaise traditionnellement orientée à gauche : sa mère, Sylvia Pankhurst, était une militante communiste dans les années 1920 et 1930 en Europe, très connue en Éthiopie. Son grand-père, Richard Pankhurst, est un avocat libéral et sa grand-mère, Emmeline Pankhurst, est la fondatrice du mouvement suffragiste Women's Social and Political Union.
Son fils, Alula Pankhurst, est anthropologue à l'université d'Addis Abeba. Il a été nommé d’après le ras Alula, un important dirigeant éthiopien du XIXe siècle. Sa fille, Helen, a également publié des travaux d'anthropologie sur les femmes éthiopiennes.

### Carrière
Richard Pankhurst obtient son doctorat en histoire de l'économie en 1956. En 1963, il fonde l’Institute of Ethiopian Studies (Institut des études éthiopiennes) à l’université d’Addis Abeba, qu'il dirige jusqu'en 1972. En 1968, il fonde la Société des amis de l’IES afin de récolter de l’argent pour pouvoir développer les collections de l’Institut.
En 1976, à la suite de la révolution éthiopienne, Richard Pankhurst et sa famille quittent l’Éthiopie et s’établissent en Angleterre. Il travaille pendant les dix années suivantes comme bibliothécaire à la Royal Asiatic Society. En 1986, Il retourne en Éthiopie, où il conduit des études pour l’IES.
Il gagne une très forte admiration pour sa participation au comité national pour le retour de l’obélisque d’Axoum emporté par les Italiens lors de leur occupation de l'Éthiopie. Il travaille dans un comité militant pour le retour des objets et documents pillés à Maqdala par les troupes britanniques en 1868.

### Ouvrages notables
Richard Pankhurst est l'auteur ou coauteur de vingt-deux ouvrages et éditeur de dix-sept livres sur l’Éthiopie. Il est par ailleurs auteur de plus de quatre cents articles sur l'histoire, la culture et les traditions du pays, parus dans de nombreux journaux scientifiques et magazines à travers le monde. Il a notamment permis une relative sortie de l'oubli du senterej.
- The Ethiopian Royal Chronicles. Edited by Richard Pankhurst. Addis Ababa and London: Oxford University Press, 1967. Pp. xvii + 210, ill., maps. 24s. (U.K.).
- State and Land in Ethiopian History, by Richard Pankhurst,  Apr 7, 2014
- The Ethiopians, Richard Pankhurst, Oxford ; Malden [Mass.] : Blackwell , cop. 1998
- The Ethiopian borderlands, Richard Pankhurst, Lawrenceville (N.J.) : Red Sea press , cop. 1997
- A social history of Ethiopia, Richard Pankhurst, Trenton (N.J.) : Red Sea , cop. 1992
- Afewerk Tekle: Short Biography and Selected Works, Amharic Edition, by Prof. Richard K. P. Pankhurst, Jan 1, 1987
- The Battle of Adwa (1896) as depicted in traditional Ethiopian artists (1986), Richard Pankhurst, [S. l. ?] , [1986?]
- History of Ethiopian towns (1985), Richard Pankhurst, Stuttgart : F. Steiner , 1985 (réédition d'un ouvrage de 1982)
- The History of Ethiopian relations (1981), Richard Pankhurst, [S. l. ?] , [1981?]
- The History of Ethiopian-Armenian relations (1978), Richard Pankhurst, [S. l. ?] , [1978?]
- Towards a theory of Ethiopian innovation, Richard Pankhurst, S.l. , n.d., 33 cm, 12 f., multigr, Post 1965 (d'après les références citées dans la bibliogr. occupant les ff. 10-12)
- An Introduction to the economic history of Ethipia from early times to 1800 (1961), Richard Pankhurst, London : Lalibela House , 1961